# Campeonato Sul-Americano de Clubes de Hóquei em Patins de 2016
O Campeonato Sul-Americano de Clubes de Hóquei em Patins foi sediado em Mendoza, Argentina, e decorreu entre os dias 12 e 17 dezembro de 2016. Teve como equipe vencedora o Andes Talleres, que sagrou-se campeão pela primeira vez na sua história.

## Fase de Grupos

### Grupo A
| Time               | J | V | E | D | GP | GC | SG  | Pts |
| ------------------ | - | - | - | - | -- | -- | --- | --- |
| C.A.Huracán (A)    | 3 | 3 | 0 | 0 | 14 | 6  | +8  | 9   |
| Casa de Itália (A) | 3 | 2 | 0 | 1 | 15 | 9  | +6  | 6   |
| Thomas Bata (A)    | 3 | 1 | 0 | 2 | 7  | 10 | −3  | 3   |
| Portuguesa         | 3 | 0 | 0 | 3 | 5  | 16 | −11 | 0   |

|                | HUR | C I | T B | POR |
| -------------- | --- | --- | --- | --- |
| C.A.Huracán    | —   | 5–4 | 2–0 | 7–2 |
| Casa de Itália | —   | —   | 6–3 | 5–1 |
| Thomas Bata    | —   | —   | —   | 4–2 |
| Portuguesa     | —   | —   | —   | —   |

### Grupo B
| Time               | J | V | E | D | GP | GC | SG  | Pts |
| ------------------ | - | - | - | - | -- | -- | --- | --- |
| Concepción (A)     | 3 | 3 | 0 | 0 | 23 | 9  | +14 | 9   |
| Andes Talleres (A) | 3 | 2 | 0 | 1 | 19 | 8  | +11 | 6   |
| Manizales H. Club  | 3 | 1 | 0 | 2 | 6  | 15 | −9  | 3   |
| Patin del Sur      | 3 | 0 | 0 | 3 | 9  | 25 | −16 | 0   |

|                 | CON | A T | MAN | PDS  |
| --------------- | --- | --- | --- | ---- |
| Concepción      | —   | 5–3 | 9–1 | 9–5  |
| Andes Talleres  | —   | —   | 4–1 | 12–2 |
| Manizales H. C. | —   | —   | —   | 4–2  |
| Patin del Sur   | —   | —   | —   | —    |

### Grupo C
| Time                   | J | V | E | D | GP | GC | SG | Pts |
| ---------------------- | - | - | - | - | -- | -- | -- | --- |
| Estudantil Porteño (A) | 3 | 3 | 0 | 0 | 8  | 4  | +4 | 9   |
| Olimpia (A)            | 3 | 1 | 1 | 1 | 8  | 6  | +2 | 4   |
| Univ. Católica (A)     | 3 | 1 | 1 | 1 | 8  | 8  | 0  | 4   |
| Falcón Búfalos         | 3 | 0 | 0 | 3 | 9  | 15 | −6 | 0   |

|                | E P | OLI | U C | F B |
| -------------- | --- | --- | --- | --- |
| Est. Porteño   | —   | 2–0 | 2–1 | 4–3 |
| Olimpia        | —   | —   | 2–2 | 6–2 |
| Univ. Católica | —   | —   | —   | 5–4 |
| Falcón Búfalos | —   | —   | —   | —   |

## Fase Final

### Apuramento Campeão
|  | Quartas de final     | Quartas de final |                    |            | Semifinais     | Semifinais     |  |  | Final       | Final |
|  |                      |                  |                    |            |                |                |  |  |             |       |
|  | 15 Dezembro          |                  |                    |            |                |                |  |  |             |       |
|  |                      |                  |                    |            |                |                |  |  |             |       |
|  | Estudantil Porteño   | 2                |                    |            |                |                |  |  |             |       |
|  | Estudantil Porteño   | 2                | 16 Dezembro        |            |                |                |  |  |             |       |
|  | Olimpia              | 1                |                    |            |                |                |  |  |             |       |
|  | Olimpia              | 1                | Estudantil Porteño | 2*         |                |                |  |  |             |       |
|  | 15 Dezembro          |                  | Estudantil Porteño | 2*         |                |                |  |  |             |       |
|  |                      | Huracán          | 2                  |            |                |                |  |  |             |       |
|  | Huracán              | Huracán          | 2                  | 3          |                |                |  |  |             |       |
|  | Huracán              |                  | 17 Dezembro        | 3          |                |                |  |  |             |       |
|  | Universidad Católica | 1                |                    |            |                |                |  |  |             |       |
|  | Universidad Católica | 1                | Estudantil Porteño | 0          |                |                |  |  |             |       |
|  | 15 Dezembro          |                  | Estudantil Porteño | 0          |                |                |  |  |             |       |
|  |                      | Andes Talleres   | 1*                 |            |                |                |  |  |             |       |
|  | Andes Talleres       | Andes Talleres   | 1*                 | 4          |                |                |  |  |             |       |
|  | Andes Talleres       | 16 Dezembro      |                    | 4          |                |                |  |  |             |       |
|  | Casa de Itália       | 3                |                    |            |                |                |  |  |             |       |
|  | Casa de Itália       | 3                | Andes Talleres     | 6          | Terceiro lugar | Terceiro lugar |  |  |             |       |
|  | 15 Dezembro          |                  | Andes Talleres     | 6          | Terceiro lugar | Terceiro lugar |  |  |             |       |
|  |                      | Concepción       | 2                  |            |                |                |  |  |             |       |
|  | Concepción           | Concepción       | 2                  | 5          | Huracán        | 3              |  |  |             |       |
|  | Concepción           |                  |                    | 5          | Huracán        | 3              |  |  |             |       |
|  | Thomas Bata          | 1                |                    | Concepción | 6              |                |  |  |             |       |
|  | Thomas Bata          | 1                |                    |            | 6              |                |  |  |             |       |
|  |                      |                  |                    |            |                |                |  |  | 17 Dezembro |       |
|  |                      |                  |                    |            |                |                |  |  |             |       |

Final
| 17 Dezembro | Estudantil Porteño | 0 - 1 | Andes Talleres | Mendoza |
|             |                    |       |                |         |

| CAMPEÃO Sul-Americano de Clubes de Hóquei em Patins de 2016 |
| ----------------------------------------------------------- |
| Andes Talleres PRIMEIRO TITULO                              |

### 5º–8º Lugar
|  | Semifinais     | Semifinais     |   |                | 5º lugar    | 5º lugar |  |
|  |                |                |   |                |             |          |  |
|  | 4 Dezembro     |                |   |                |             |          |  |
|  | Olimpia        | 4              |   |                |             |          |  |
|  | Univ. Católica | 2              |   |                |             |          |  |
|  |                |                |   |                |             |          |  |
|  |                |                |   |                | 5 Dezembro  |          |  |
|  |                |                |   |                | Olimpia     | 5        |  |
|  |                | Casa de Itália | 8 |                |             |          |  |
|  |                |                |   |                |             |          |  |
|  |                |                |   |                |             |          |  |
|  |                |                |   |                | 7º lugar    |          |  |
|  | 4 Dezembro     | 4 Dezembro     |   | 5 Dezembro     | 5 Dezembro  |          |  |
|  | Casa de Itália | 7              |   | Univ. Católica | 1           |          |  |
|  | Thomas Bata    | 5              |   |                | Thomas Bata | 4        |  |

### 9º–10º lugar
16/12/16  Colômbia Manizales 6-7  Falcón Búfalos  Colômbia

### 11º–12º lugar
16/12/16  Brasil Portuguesa * 8-6 Del Sur Patín  Uruguai

## Classificação Final
| Pos. | País                    |
| ---- | ----------------------- |
| 1.   | Andes Talleres          |
| 2.   | Estudantil Porteño      |
| 3.   | Concepción              |
| 4.   | C.A.Huracán             |
| 5.   | Olimpia                 |
| 6.   | Casa de Itália          |
| 7.   | Thomas Bata             |
| 8.   | Univ. Católica          |
| 9.   | Falcon Bufalos          |
| 10.  | Manizales H. Club       |
| 11.  | Portuguesa de Desportos |
| 12.  | Patin del Sur           |